# Lygodactylus bivittis
Lygodactylus bivittis ist ein Schuppenkriechtier aus der Familie der Geckos. Wegen der sehr kleinen Schuppen ist der englische Trivialname „Tiny Scaled Gecko“.

## Merkmale
Die Art unterscheidet sich von allen madagassischen Lygodactylus Arten durch ungeteilte Haftlamellen an den Zehen, unter der 4. Zehe befinden sich 3 bis 6 ungeteilte Haftlamellen. Der 1. Zeh endet in einer Kralle. Die maximale Gesamtlänge dieser kleinen Geckos liegt bei ungefähr 85 mm. Von dieser fallen rund 28 bis 37 mm auf die Kopf-Rumpf-Länge. Die winzigen Schuppen weisen eine sandfarbene bis braune Färbung auf (Rückenschuppen ungekielt, Mentale fast geteilt durch 2 seitliche Nähte, 2 bis 3 Postmentale). Die Männchen haben 9 Präanalporen. Meist ist eine gepunktete oder gestreifte Musterung zu sehen (Quersteifen in der Kehlregion fehlen). Auffällig ist ein schwarzer Punkt auf dem Hinterkopf.

## Lebensraum
Wie ein Großteil der Zwergtaggeckos der Gattung Lygodactylus kommt L. bivittis auf Madagaskar vor. Die Art bewohnt dort Feuchtwälder zwischen Marojejy im Norden und Andasibe im Osten in Höhen von 300 bis annähernd 1000 m über NN. Sie bewohnen dabei die Bäume von intakten Wäldern oder in deren Nähe, in stark gestörtem Wald kommt sie nicht vor.

## Gefährdung und Schutz
Als vom Wald abhängige Art ist Lygodactylus bivittis durch Entwaldung für Landwirtschaft und Holzgewinnung sowie durch Waldbrände im Osten Madagaskars bedroht. Da sie jedoch in drei Schutzgebieten vorkommt, ist die tatsächliche Bedrohungsstufe wahrscheinlich eher gering. Die IUCN (Rote Liste gefährdeter Arten) stuft Lygodactylus bivittis als gefährdet (Vulnerable, VU) ein.

## Taxonomie
In seiner Erstbeschreibung vergab Peters den Wissenschaftlichen Namen Scalabotes bivittis. Bis diese Art im Zuge von molekulargenetischen Untersuchungen 2010 der Gattung Lygodactylus zugeschrieben wurde, stand sie alleine in der damit monotypischen Gattung Microscalabotes.